# NHL Entry Draft 2004
L'NHL Entry Draft 2004 è stato il 42º draft della National Hockey League (NHL). Si è tenuto tra il 26 giugno ed il 27 giugno 2004 presso l'RBC Center di Raleigh (North Carolina). Le formazioni della NHL hanno selezionato i migliori giocatori di hockey su ghiaccio provenienti dai campionati giovanili, universitari o dai campionati europei. I Washington Capitals ebbero l'opportunità di effettuare la prima scelta assoluta dopo aver vinto la draft-lottery.
Il draft non ebbe effetto sulla stagione 2004-2005, in quanto quest'ultima non venne mai disputata a causa del lock-out del 16 settembre 2004. Quest'edizione fu l'ultima a svolgersi con il formato a nove giri, ridotti a sette a partire dal draft successivo. Le prime scelta assoluta, il russo Aleksandr Ovečkin (Washington Capitals), si sarebbe poi aggiudicato il Calder Memorial Trophy come miglior rookie della lega nella stagione 2005-2006.
I Washington Capitals selezionarono l'ala destra russa Aleksandr Ovečkin dalla Dinamo Mosca, formazione della Superliga. I Pittsburgh Penguins, invece, come seconda scelta puntarono sul centro russo Evgenij Malkin, proveniente dal Metallurg Magnitogorsk.

## Migliori prospetti
Dati elaborati dal NHL Central Scouting Bureau.
| Posizione | Giocatori nordamericani | Giocatori europei      |
| --------- | ----------------------- | ---------------------- |
| 1         | Andrew Ladd (AS)        | Aleksandr Ovečkin (AD) |
| 2         | Cam Barker (D)          | Evgenij Malkin (C)     |
| 3         | Alexandre Picard (AS)   | Rostislav Olesz (C)    |
| 4         | Kyle Chipchura (C)      | Ladislav Šmíd (D)      |
| 5         | Wojtek Wolski (AS)      | Lauri Tukonen (AD)     |
| 6         | Boris Valábik (D)       | Andrej Meszároš (D)    |
| 7         | Drew Stafford (AD)      | Johan Fransson (D)     |
| 8         | Dave Bolland (C)        | Viktor Aleksandrov (C) |
| 9         | Mike Green (D)          | Aleksandr Radulov (AD) |
| 10        | Rob Schremp (C)         | Petteri Nokelainen (C) |

| Posizione | Portieri nordamericani | Portieri europei |
| --------- | ---------------------- | ---------------- |
| 1         | Al Montoya             | Marek Schwarz    |
| 2         | Devan Dubnyk           | Magnus Åkerlund  |
| 3         | David Shantz           | Michal Valent    |

## Turni
|  | = NHL All-Star |  |  | = NHL All-Star e NHL All-Star Team |

Legenda delle posizioni

A = Attaccante   AD = Ala destra   AS = Ala sinistra   C = Centro   D = Difensore   P = Portiere

### Primo giro
| #  | Giocatore              | Nazionalità | Squadra NHL                                | Squadra di provenienza                |
| -- | ---------------------- | ----------- | ------------------------------------------ | ------------------------------------- |
| 1  | Aleksandr Ovečkin (AD) | Russia      | Washington Capitals                        | Dinamo Mosca (RSL)                    |
| 2  | Evgenij Malkin (C)     | Russia      | Pittsburgh Penguins                        | Magnitogorsk (RSL)                    |
| 3  | Cam Barker (D)         | Canada      | Chicago Blackhawks                         | Medicine Hat Tigers (WHL)             |
| 4  | Andrew Ladd (AS)       | Canada      | Carolina Hurricanes (da Columbus)          | Calgary Hitmen (WHL)                  |
| 5  | Blake Wheeler (AD)     | Stati Uniti | Phoenix Coyotes                            | Minnesota Gophers (WCHA)              |
| 6  | Al Montoya (P)         | Stati Uniti | New York Rangers                           | Michigan Wolverines (CCHA)            |
| 7  | Rostislav Olesz (C)    | Rep. Ceca   | Florida Panthers                           | Vítkovice Steel (Extraliga)           |
| 8  | Alexandre Picard (AS)  | Canada      | Columbus Blue Jackets (da Carolina)        | Lewiston Maineiacs (QMJHL)            |
| 9  | Ladislav Šmíd (D)      | Rep. Ceca   | Mighty Ducks of Anaheim                    | Bílí Tygři Liberec (Extraliga)        |
| 10 | Boris Valábik (D)      | Slovacchia  | Atlanta Thrashers                          | Kitchener Rangers (OHL)               |
| 11 | Lauri Tukonen (AD)     | Finlandia   | Los Angeles Kings                          | Espoo Blues (SM-liiga)                |
| 12 | A. J. Thelen (D)       | Stati Uniti | Minnesota Wild                             | Michigan St. Spartans (CCHA)          |
| 13 | Drew Stafford (AD)     | Stati Uniti | Buffalo Sabres                             | ND Fighting Hawks (WCHA)              |
| 14 | Devan Dubnyk (P)       | Canada      | Edmonton Oilers                            | Kamloops Blazers (WHL)                |
| 15 | Aleksandr Radulov (AD) | Russia      | Nashville Predators                        | THK Tver' (RSL)                       |
| 16 | Petteri Nokelainen (C) | Finlandia   | New York Islanders                         | SaiPa (SM-liiga)                      |
| 17 | Marek Schwarz (P)      | Rep. Ceca   | St. Louis Blues                            | Sparta Praga (Extraliga)              |
| 18 | Kyle Chipchura (C)     | Canada      | Montreal Canadiens                         | Prince Albert Raiders (WHL)           |
| 19 | Lauri Korpikoski (C)   | Finlandia   | New York Rangers (da Calgary)              | TPS (SM-liiga)                        |
| 20 | Travis Zajac (C)       | Canada      | New Jersey Devils (da Dallas)              | Salmon Arm Silverbacks (BCHL)         |
| 21 | Wojtek Wolski (AS)     | Canada      | Colorado Avalanche                         | Brampton Battalion (OHL)              |
| 22 | Lukáš Kašpar (AD)      | Rep. Ceca   | San Jose Sharks (da New Jersey via Dallas) | Litvínov (Extraliga)                  |
| 23 | Andrej Meszároš (D)    | Slovacchia  | Ottawa Senators                            | Vancouver Giants (WHL)                |
| 24 | Kris Chucko (AD)       | Canada      | Calgary Flames (da Toronto via NY Rangers) | Salmon Arm Silverbacks (BCHL)         |
| 25 | Rob Schremp (C)        | Stati Uniti | Edmonton Oilers (da Philadelphia)          | London Knights (OHL)                  |
| 26 | Cory Schneider (P)     | Stati Uniti | Vancouver Canucks                          | Phillips Academy (USHS-Massachusetts) |
| 27 | Jeff Schultz (D)       | Canada      | Washington Capitals (da Boston)            | Calgary Hitmen (WHL)                  |
| 28 | Mark Fistric (D)       | Canada      | Dallas Stars (da San Jose)                 | Vancouver Giants (WHL)                |
| 29 | Mike Green (D)         | Canada      | Washington Capitals (da Detroit)           | Saskatoon Blades (WHL)                |
| 30 | Andy Rogers (D)        | Canada      | Tampa Bay Lightning                        | Calgary Hitmen (WHL)                  |

### Secondo giro
| #  | Giocatore                | Nazionalità | Squadra NHL                                             | Squadra di provenienza               |
| -- | ------------------------ | ----------- | ------------------------------------------------------- | ------------------------------------ |
| 31 | Johannes Salmonsson (AS) | Svezia      | Pittsburgh Penguins                                     | Djurgården (Elitserien)              |
| 32 | Dave Bolland (C)         | Canada      | Chicago Blackhawks                                      | London Knights (OHL)                 |
| 33 | Chris Bourque (C)        | Stati Uniti | Washington Capitals                                     | Cushing Academy (USHS-Massachusetts) |
| 34 | Johan Fransson (D)       | Svezia      | Dallas Stars (da Columbus)                              | Luleå (Elitserien)                   |
| 35 | Logan Stephenson (D)     | Canada      | Phoenix Coyotes                                         | Tri-City Americans (WHL)             |
| 36 | Darin Olver (C)          | Canada      | New York Rangers                                        | Northern Michigan Wildcats (CCHA)    |
| 37 | David Shantz (P)         | Canada      | Florida Panthers (da Florida via Colorado e NY Rangers) | Mississauga IceDogs (OHL)            |
| 38 | Justin Peters (P)        | Canada      | Carolina Hurricanes                                     | St. Michael's Majors (OHL)           |
| 39 | Jordan Smith (D)         | Canada      | Mighty Ducks of Anaheim                                 | S.S. Marie Greyhounds (OHL)          |
| 40 | Grant Lewis (D)          | Stati Uniti | Atlanta Thrashers                                       | Dartmouth Big Green (ECAC)           |
| 41 | Bryan Bickell (AS)       | Canada      | Chicago Blackhawks (da Los Angeles via Philadelphia)    | Ottawa 67's (OHL)                    |
| 42 | Roman Vološenko (AS)     | Bielorussia | Minnesota Wild                                          | Kryl'ja Sovetov (RSL)                |
| 43 | Michael Funk (D)         | Canada      | Buffalo Sabres                                          | Portland Winterhawks (WHL)           |
| 44 | Roman Tesljuk (D)        | Russia      | Edmonton Oilers                                         | Kamloops Blazers (WHL)               |
| 45 | Ryan Garlock (C)         | Canada      | Chicago Blackhawks (da Nashville)                       | Windsor Spitfires (OHL)              |
| 46 | Adam Pineault (AD)       | Stati Uniti | Columbus Blue Jackets (da NY Rangers via Calgary)       | Boston College Eagles (Hockey East)  |
| 47 | Blake Comeau (AD)        | Canada      | New York Islanders                                      | Kelowna Rockets (WHL)                |
| 48 | Dane Byers (AS)          | Canada      | New York Rangers (da Edmonton)                          | Prince Albert Raiders (WHL)          |
| 49 | Carl Söderberg (C)       | Svezia      | St. Louis Blues                                         | Malmö (Elitserien)                   |
| 50 | Enver Lisin (AD)         | Russia      | Phoenix Coyotes (da Dallas via Florida e NY Rangers)    | Kristall Saratov (RSL)               |
| 51 | Bruce Graham (C)         | Canada      | New York Rangers (da Montreal)                          | Moncton Wildcats (QMJHL)             |
| 52 | Raymond Sawada (AD)      | Canada      | Dallas Stars (da San Jose)                              | Nanaimo Clippers (BCHL)              |
| 53 | David Booth (AS)         | Stati Uniti | Florida Panthers (da Calgary)                           | Michigan St. Spartans (CCHA)         |
| 54 | Jakub Šindel (C)         | Rep. Ceca   | Chicago Blackhawks (da Dallas)                          | Sparta Praga (Extraliga)             |
| 55 | Victor Oreskovich (AD)   | Canada      | Colorado Avalanche                                      | Green Bay Gamblers (USHL)            |
| 56 | Nicklas Grossmann (AD)   | Svezia      | Dallas Stars                                            | Södertälje SK (Elitserien)           |
| 57 | Geoff Paukovich (AS)     | Stati Uniti | Edmonton Oilers (da New Jersey via Phoenix)             | USA Hockey NTDP (NAHL)               |
| 58 | Kirill Ljamin (D)        | Russia      | Ottawa Senators                                         | CSKA Mosca (RSL)                     |
| 59 | Kyle Wharton (AS)        | Canada      | Columbus Blue Jackets (da Toronto via Carolina)         | Ottawa 67's (OHL)                    |
| 60 | Brandon Dubinsky (C)     | Stati Uniti | New York Rangers (da Philadelphia via Phoenix)          | Portland Winterhawks (WHL)           |
| 61 | Alex Goligoski (D)       | Stati Uniti | Pittsburgh Penguins (da Vancouver)                      | Sioux Falls Stampede (USHL)          |
| 62 | Michail Jun'kov (C)      | Russia      | Washington Capitals (da Boston)                         | Kryl'ja Sovetov (RSL)                |
| 63 | David Krejčí (C)         | Rep. Ceca   | Boston Bruins (da San Jose)                             | Rytíři Kladno (Extraliga)            |
| 64 | Mārtiņš Karsums (AS)     | Lettonia    | Boston Bruins (da Detroit via Los Angeles)              | Moncton Wildcats (QMJHL)             |
| 65 | Mark Tobin (AS)          | Canada      | Tampa Bay Lightning                                     | Rimouski Océanic (QMJHL)             |

### Terzo giro
| #  | Giocatore               | Nazionalità | Squadra NHL                                                    | Squadra di provenienza                 |
| -- | ----------------------- | ----------- | -------------------------------------------------------------- | -------------------------------------- |
| 66 | Sami Lepistö (D)        | Finlandia   | Washington Capitals                                            | Jokerit (SM-liiga)                     |
| 67 | Nick Johnson (AD)       | Canada      | Pittsburgh Penguins                                            | Dartmouth Big Green (ECAC)             |
| 68 | Adam Berti (AS)         | Canada      | Chicago Blackhawks                                             | Oshawa Generals (OHL)                  |
| 69 | Casey Borer (D)         | Stati Uniti | Carolina Hurricanes (da Washington via Colorado)               | St. Cloud State Huskies (WCHA)         |
| 70 | Brandon Prust (C)       | Canada      | Calgary Flames (da Columbus)                                   | London Knights (OHL)                   |
| 71 | Andrej Sekera (D)       | Slovacchia  | Buffalo Sabres (da Phoenix)                                    | Dukla Trenčín (Extraliga)              |
| 72 | Denis Paršin (AS)       | Russia      | Colorado Avalanche (da NY Rangers)                             | CSKA Mosca (RSL)                       |
| 73 | Zdeněk Bahenský (AD)    | Rep. Ceca   | New York Rangers (da Florida)                                  | Litvínov (Extraliga)                   |
| 74 | Kyle Klubertanz (D)     | Stati Uniti | Mighty Ducks of Anaheim (da Carolina)                          | Green Bay Gamblers (USHL)              |
| 75 | Tim Brent (C)           | Canada      | Mighty Ducks of Anaheim                                        | St. Michael's Majors (OHL)             |
| 76 | Scott Lehman (D)        | Canada      | Atlanta Thrashers                                              | St. Michael's Majors (OHL)             |
| 77 | Shawn Weller (AS)       | Stati Uniti | Ottawa Senators (da Los Angeles)                               | Capital District Selects (EJHL)        |
| 78 | Peter Ölvecky (AS)      | Slovacchia  | Minnesota Wild                                                 | Dukla Trenčín (Extraliga)              |
| 79 | Clayton Stoner (D)      | Canada      | Minnesota Wild (da Buffalo via Nashville)                      | Tri-City Americans (WHL)               |
| 80 | Billy Ryan (C)          | Stati Uniti | New York Rangers (da Edmonton via Phoenix, Carolina e Phoenix) | Cushing Academy (USHS-Massachusetts)   |
| 81 | Václav Meidl (C)        | Rep. Ceca   | Nashville Predators                                            | Plymouth Whalers (OHL)                 |
| 82 | Sergej Ogorodnikov (C)  | Russia      | New York Islanders                                             | THK Tver' (RSL)                        |
| 83 | Viktor Aleksandrov (AD) | Kazakistan  | St. Louis Blues                                                | Metallurg Novok. (RSL)                 |
| 84 | Aleksej Emelin (D)      | Russia      | Montreal Canadiens                                             | CSK VVS Samara (RSL)                   |
| 85 | Brian Gifford (C)       | Stati Uniti | Pittsburgh Penguins (da Calgary)                               | Moorhead High School (USHS-Minnesota)  |
| 86 | John Lammers (C)        | Canada      | Dallas Stars                                                   | Lethbridge Hurricanes (WHL)            |
| 87 | Peter Regin (C)         | Danimarca   | Ottawa Senators (da Colorado via Nashville)                    | Herning Blue Fox (Superisligaen)       |
| 88 | Clayton Barthel (D)     | Germania    | Washington Capitals (da New Jersey via Dallas)                 | Seattle Thunderbirds (WHL)             |
| 89 | Jeff Glass (P)          | Canada      | Ottawa Senators                                                | Kootenay Ice (WHL)                     |
| 90 | Justin Pogge (P)        | Canada      | Toronto Maple Leafs                                            | Prince George Cougars (WHL)            |
| 91 | Alexander Edler (D)     | Svezia      | Vancouver Canucks (da San Jose via Dallas)                     | Jämtland HF (Elitserien)               |
| 92 | Rob Bellamy (AD)        | Stati Uniti | Philadelphia Flyers                                            | New England Falcons (EJHL)             |
| 93 | Dan LaCosta (P)         | Canada      | Columbus Blue Jackets (da Vancouver)                           | Owen Sound Attack (OHL)                |
| 94 | Thomas Greiss (P)       | Germania    | San Jose Sharks (da Boston)                                    | Kölner Haie (DEL)                      |
| 95 | Paul Baier (D)          | Stati Uniti | Los Angeles Kings (da San Jose via Montreal)                   | Deerfield Academy (USHS-Massachusetts) |
| 96 | Andrej Plechanov (D)    | Russia      | Columbus Blue Jackets                                          | Neftechimik (RSL)                      |
| 97 | Johan Franzén (C)       | Svezia      | Detroit Red Wings                                              | Linköping (Elitserien)                 |
| 98 | Dustin Boyd (C)         | Canada      | Calgary Flames (da Tampa Bay via Columbus)                     | Moose Jaw Warriors (WHL)               |

### Quarto giro
| #   | Giocatore              | Nazionalità | Squadra NHL                                            | Squadra di provenienza                  |
| --- | ---------------------- | ----------- | ------------------------------------------------------ | --------------------------------------- |
| 99  | Tyler Kennedy (C)      | Canada      | Pittsburgh Penguins                                    | S.S. Marie Greyhounds (OHL)             |
| 100 | J. T. Wyman (AD)       | Stati Uniti | Montreal Canadiens (da Chicago)                        | Dartmouth Big Green (ECAC)              |
| 101 | R. J. Anderson (D)     | Stati Uniti | Philadelphia Flyers (da Washington via Chicago)        | Centennial High School (USHS-Minnesota) |
| 102 | Mike Lundin (D)        | Stati Uniti | Tampa Bay Lightning (da Columbus)                      | Maine Black Bears (Hockey East)         |
| 103 | Roman Tománek (AD)     | Slovacchia  | Phoenix Coyotes                                        | '05 Banská Bystrica (Extraliga)         |
| 104 | Fredrik Näslund (AD)   | Svezia      | Dallas Stars (da NY Rangers via Chicago)               | Västerås (Elitserien)                   |
| 105 | Evan Schafer (D)       | Canada      | Florida Panthers                                       | Prince Albert Raiders (WHL)             |
| 106 | Chad Painchaud (AD)    | Canada      | Atlanta Thrashers (da Carolina)                        | Mississauga IceDogs (OHL)               |
| 107 | Nick Fugère (AS)       | Canada      | Nashville Predators (da Anaheim)                       | Gatineau Olympiques (QMJHL)             |
| 108 | Ashton Rome (AD)       | Canada      | Boston Bruins                                          | Moose Jaw Warriors (WHL)                |
| 109 | Brett Carson (D)       | Canada      | Carolina Hurricanes (da Atlanta)                       | Calgary Hitmen (WHL)                    |
| 110 | Ned Lukacevic (AS)     | Canada      | Los Angeles Kings                                      | Spokane Chiefs (WHL)                    |
| 111 | Ryan Jones (A)         | Canada      | Minnesota Wild                                         | Chatham Maroons (WOHL)                  |
| 112 | Liam Reddox (AS)       | Canada      | Edmonton Oilers (da Buffalo via Phoenix)               | Peterborough Petes (OHL)                |
| 113 | Roman Kukumberg (AD)   | Slovacchia  | Toronto Maple Leafs (da Edmonton via NY Rangers)       | Dukla Trenčín (Extraliga)               |
| 114 | Patrick Bordeleau (AS) | Canada      | Minnesota Wild (da Nashville)                          | Val-d'Or Foreurs (QMJHL)                |
| 115 | Wes O'Neill (D)        | Canada      | New York Islanders                                     | Notre Dame Fighting Irish (CCHA)        |
| 116 | Michal Birner (AS)     | Rep. Ceca   | St. Louis Blues                                        | Saginaw Spirit (OHL)                    |
| 117 | Julien Sprunger (AD)   | Svizzera    | Minnesota Wild (da Montreal)                           | Friburgo-Gottéron (LNA)                 |
| 118 | Aki Seitsonen (C)      | Finlandia   | Calgary Flames                                         | Prince Albert Raiders (WHL)             |
| 119 | Kevin Porter (C)       | Stati Uniti | Phoenix Coyotes (da Dallas)                            | USA Hockey NTDP (NAHL)                  |
| 120 | Mitch Maunu (D)        | Canada      | Chicago Blackhawks (da Colorado)                       | Windsor Spitfires (OHL)                 |
| 121 | Kris Hogg (AS)         | Canada      | Calgary Flames (da New Jersey via Columbus e Carolina) | Kamloops Blazers (WHL)                  |
| 122 | Aleksandr Nikulin (C)  | Russia      | Ottawa Senators                                        | CSKA Mosca (RSL)                        |
| 123 | Karel Hromas (AS)      | Rep. Ceca   | Chicago Blackhawks (da Toronto)                        | Sparta Praga (Extraliga)                |
| 124 | David Laliberté (AD)   | Canada      | Philadelphia Flyers                                    | P.E.I. Rocket (QMJHL)                   |
| 125 | Andrew Sarauer (AS)    | Canada      | Vancouver Canucks                                      | Langley Hornets (BCHL)                  |
| 126 | Torrey Mitchell (C)    | Canada      | San Jose Sharks (da Boston)                            | Vermont Catamounts (Hockey East)        |
| 127 | Ryan Callahan (AD)     | Stati Uniti | New York Rangers (da San Jose)                         | Guelph Storm (OHL)                      |
| 128 | Evan McGrath (C)       | Canada      | Detroit Red Wings                                      | Kitchener Rangers (OHL)                 |
| 129 | Jason Churchill (P)    | Canada      | San Jose Sharks (da Tampa Bay via Boston)              | Halifax Mooseheads (QMJHL)              |

### Quinto giro
| #   | Giocatore                  | Nazionalità | Squadra NHL                                | Squadra di provenienza            |
| --- | -------------------------- | ----------- | ------------------------------------------ | --------------------------------- |
| 130 | Michal Sersen (D)          | Slovacchia  | Pittsburgh Penguins                        | Rimouski Océanic (QMJHL)          |
| 131 | Trevor Kell (AD)           | Canada      | Chicago Blackhawks                         | London Knights (OHL)              |
| 132 | Oscar Hedman (D)           | Svezia      | Washington Capitals                        | MODO (Elitserien)                 |
| 133 | Petr Pohl (AD)             | Rep. Ceca   | Columbus Blue Jackets                      | Gatineau Olympiques (QMJHL)       |
| 134 | Kris Versteeg (AD)         | Canada      | Boston Bruins (da Phoenix)                 | Lethbridge Hurricanes (WHL)       |
| 135 | Roman Pšurný (AD)          | Rep. Ceca   | New York Rangers                           | PSG Zlín (Extraliga)              |
| 136 | Nikita Nikitin (D)         | Russia      | St. Louis Blues (da Florida)               | Avangard Omsk (RSL)               |
| 137 | Magnus Åkerlund (P)        | Svezia      | Carolina Hurricanes                        | HV71 (Elitserien)                 |
| 138 | Pasi Salonen (AS)          | Finlandia   | Washington Capitals                        | HIFK (SM-liiga)                   |
| 139 | Kyle Moir (P)              | Canada      | Nashville Predators (da Anaheim)           | Swift Current Broncos (WHL)       |
| 140 | Jake Dowell (C)            | Stati Uniti | Chicago Blackhawks                         | Wisconsin Badgers (WCHA)          |
| 141 | Jim McKenzie (AD)          | Stati Uniti | Ottawa Senators                            | Sioux Falls Stampede (USHL)       |
| 142 | Juraj Gráčik (AD)          | Slovacchia  | Atlanta Thrashers                          | HC Topoľčany (Extraliga)          |
| 143 | Eric Neilson (AD)          | Canada      | Los Angeles Kings                          | Rimouski Océanic (QMJHL)          |
| 144 | Chris Zarb (D)             | Stati Uniti | Philadelphia Flyers (da Minnesota)         | Tri-City Storm (USHL)             |
| 145 | Michal Valent (P)          | Slovacchia  | Buffalo Sabres                             | MHC Martin (Extraliga)            |
| 146 | Bryan Young (D)            | Canada      | Edmonton Oilers                            | Peterborough Petes (OHL)          |
| 147 | Janne Niskala (D)          | Finlandia   | Nashville Predators                        | Lukko Rauma (SM-liiga)            |
| 148 | Steve Regier (AS)          | Canada      | New York Islanders                         | Medicine Hat Tigers (WHL)         |
| 149 | Gino Pisellini (AD)        | Stati Uniti | Philadelphia Flyers (da St. Louis)         | Plymouth Whalers (OHL)            |
| 150 | Michail Hraboŭski (C)      | Bielorussia | Montreal Canadiens                         | Neftechimik (RSL)                 |
| 151 | Sjarhej Kolasaŭ (D)        | Bielorussia | Detroit Red Wings                          | Dinamo Minsk (Extraliga)          |
| 152 | Bret Nasby (D)             | Canada      | Florida Panthers (da Calgary via San Jose) | Oshawa Generals (OHL)             |
| 153 | Steven Zalewski (C)        | Stati Uniti | San Jose Sharks (da Dallas)                | Northwood School (USHS-New York)  |
| 154 | Richard Demén Willaume (D) | Svezia      | Colorado Avalanche                         | Västra Frölunda HC (Elitserien)   |
| 155 | Aleksandr Michailišin (C)  | Russia      | New Jersey Devils                          | Spartak Mosca (RSL)               |
| 156 | Roman Wick (AD)            | Svizzera    | Ottawa Senators                            | Kloten Flyers (LNA)               |
| 157 | Dmitrij Vorob'ëv (D)       | Russia      | Toronto Maple Leafs                        | Lada Togliatti (RSL)              |
| 158 | Brandon Elliott (D)        | Canada      | Tampa Bay Lightning (da Philadelphia)      | Mississauga IceDogs (OHL)         |
| 159 | Mike Brown (AD)            | Stati Uniti | Vancouver Canucks                          | Michigan Wolverines (CCHA)        |
| 160 | Ben Walter (C)             | Canada      | Boston Bruins                              | UMass River Hawks (Hockey East)   |
| 161 | Jean-Claude Sawyer (D)     | Canada      | Minnesota Wild (da San Jose)               | CB Screaming Eagles (QMJHL)       |
| 162 | Tyler Haskins (C)          | Stati Uniti | Detroit Red Wings                          | St. Michael's Majors (OHL)        |
| 163 | Dustin Collins (AD)        | Stati Uniti | Tampa Bay Lightning                        | Northern Michigan Wildcats (CCHA) |

### Sesto giro
| #   | Giocatore               | Nazionalità | Squadra NHL                                        | Squadra di provenienza           |
| --- | ----------------------- | ----------- | -------------------------------------------------- | -------------------------------- |
| 164 | Moises Gutierrez (AD)   | Stati Uniti | Pittsburgh Penguins                                | Kamloops Blazers (WHL)           |
| 165 | Scott McCullouch (AS)   | Canada      | Chicago Blackhawks                                 | Grande Prairie Storm (AJHL)      |
| 166 | Peter Guggisberg (AD)   | Svizzera    | Washington Capitals                                | Davos (LNA)                      |
| 167 | Rob Page (D)            | Stati Uniti | Columbus Blue Jackets                              | Yale Bulldogs (ECAC)             |
| 168 | Kevin Cormier (C)       | Canada      | Phoenix Coyotes                                    | Moncton Wildcats (QMJHL)         |
| 169 | Jordan Foote (AS)       | Canada      | New York Rangers                                   | Nanaimo Clippers (BCHL)          |
| 170 | Ladislav Ščurko (C)     | Slovacchia  | Philadelphia Flyers (da Florida)                   | Spišská Nová Ves (Extraliga)     |
| 171 | Frédérik Cabana (C)     | Canada      | Philadelphia Flyers (da Carolina)                  | Halifax Mooseheads (QMJHL)       |
| 172 | Matt Auffrey (AD)       | Stati Uniti | Mighty Ducks of Anaheim                            | USA Hockey NTDP (NAHL)           |
| 173 | Adam Pardy (D)          | Canada      | Calgary Flames (da Atlanta)                        | CB Screaming Eagles (QMJHL)      |
| 174 | Scott Parse (AS)        | Stati Uniti | Los Angeles Kings                                  | UNO Mavericks (NCAA)             |
| 175 | Aaron Boogaard (AD)     | Canada      | Minnesota Wild                                     | Tri-City Americans (WHL)         |
| 176 | Patrick Kaleta (AD)     | Stati Uniti | Buffalo Sabres                                     | Peterborough Petes (OHL)         |
| 177 | Max Gordichuk (D)       | Canada      | Edmonton Oilers                                    | Kamloops Blazers (WHL)           |
| 178 | Mike Santorelli (AD)    | Canada      | Nashville Predators                                | Vernon Vipers (BCHL)             |
| 179 | Jaroslav Mrázek (AS)    | Rep. Ceca   | New York Islanders                                 | Sparta Praga (Extraliga)         |
| 180 | Roman Polák (D)         | Rep. Ceca   | Philadelphia Flyers (da St. Louis)                 | Vítkovice Steel (Extraliga)      |
| 181 | Loïc Lacasse (P)        | Canada      | Montreal Canadiens                                 | Baie-Comeau Drakkar (QMJHL)      |
| 182 | Fred Wikner (AD)        | Svezia      | Calgary Flames                                     | Västra Frölunda HC (Elitserien)  |
| 183 | Trevor Ludwig (D)       | Stati Uniti | Dallas Stars                                       | Texas Tornado (NAHL)             |
| 184 | Derek Peltier (D)       | Stati Uniti | Colorado Avalanche                                 | Cedar Rapids RoughRiders (USHL)  |
| 185 | Josh Disher (P)         | Canada      | New Jersey Devils (da New Jersey via Atlanta)      | Erie Otters (OHL)                |
| 186 | Dan Turple (P)          | Canada      | Atlanta Thrashers (da Ottawa)                      | Oshawa Generals (OHL)            |
| 187 | Robbie Earl (AS)        | Stati Uniti | Toronto Maple Leafs                                | Wisconsin Badgers (WCHA)         |
| 188 | Jan Zapletal (D)        | Rep. Ceca   | Tampa Bay Lightning (da Philadelphia)              | VHK Vsetín (Extraliga)           |
| 189 | Julien Ellis-Plante (P) | Canada      | Vancouver Canucks                                  | Shawinigan Cataractes (QMJHL)    |
| 190 | Lennart Petrell (C)     | Finlandia   | Columbus Blue Jackets (da Boston)                  | HIFK (SM-liiga)                  |
| 191 | Karri Rämö (P)          | Finlandia   | Tampa Bay Lightning (da San Jose via Philadelphia) | Pelicans (SM-liiga)              |
| 192 | Anton Axelsson (AS)     | Svezia      | Detroit Red Wings                                  | Västra Frölunda HC (Elitserien)  |
| 193 | Kevin Schaeffer (D)     | Stati Uniti | Nashville Predators (da Tampa Bay)                 | Boston U. Terriers (Hockey East) |

### Settimo giro
| #   | Giocatore                     | Nazionalità | Squadra NHL                                        | Squadra di provenienza                |
| --- | ----------------------------- | ----------- | -------------------------------------------------- | ------------------------------------- |
| 194 | Chris Peluso (D)              | Stati Uniti | Pittsburgh Penguins                                | Brainerd High School (USHS-Minnesota) |
| 195 | Jean-Michel Rizk (AD)         | Canada      | Minnesota Wild                                     | Saginaw Spirit (OHL)                  |
| 196 | Petri Kontiola (C)            | Finlandia   | Chicago Blackhawks                                 | Tappara (SM-liiga)                    |
| 197 | Andrew Gordon (AD)            | Canada      | Washington Capitals                                | Notre Dame Hounds (SJHL)              |
| 198 | Justin Vienneau (D)           | Canada      | Columbus Blue Jackets                              | Shawinigan Cataractes (QMJHL)         |
| 199 | Chad Kolarik (C)              | Stati Uniti | Phoenix Coyotes                                    | USA Hockey NTDP (NAHL)                |
| 200 | Matt Schenider (C)            | Canada      | Calgary Flames (da NY Rangers)                     | Tri-City Americans (WHL)              |
| 201 | Michael Vernace (D)           | Canada      | San Jose Sharks (da Florida)                       | Brampton Battalion (OHL)              |
| 202 | Ryan Pottruff (D)             | Canada      | Carolina Hurricanes                                | London Knights (OHL)                  |
| 203 | Gabriel Bouthillette (P)      | Canada      | Mighty Ducks of Anaheim                            | Gatineau Mustangs (EOJHL)             |
| 204 | Miikka Tuomainen (AD)         | Finlandia   | Atlanta Thrashers                                  | TuTo (SM-liiga)                       |
| 205 | Mike Curry (AD)               | Stati Uniti | Los Angeles Kings                                  | Sioux City Musketeers (USHL)          |
| 206 | Anton Chudobin (P)            | Russia      | Minnesota Wild                                     | Magnitogorsk (RSL)                    |
| 207 | Mark Mancari (AD)             | Canada      | Buffalo Sabres                                     | Ottawa 67's (OHL)                     |
| 208 | Stéphane Goulet (AD)          | Canada      | Edmonton Oilers                                    | Québec Remparts (QMJHL)               |
| 209 | Stanislav Balán (C)           | Rep. Ceca   | Nashville Predators                                | PSG Zlín (Extraliga)                  |
| 210 | Emil Axelsson (D)             | Svezia      | New York Islanders                                 | Örebro (Elitserien)                   |
| 211 | David Fredriksson (AS)        | Svezia      | St. Louis Blues                                    | HV71 (Elitserien)                     |
| 212 | Jon Gleed (AS)                | Canada      | Montreal Canadiens                                 | Cornell Big Red (ECAC)                |
| 213 | James Spratt (P)              | Stati Uniti | Calgary Flames                                     | Sioux City Musketeers (USHL)          |
| 214 | Troy Brouwer (AS)             | Canada      | Chicago Blackhawks (da Dallas)                     | Moose Jaw Warriors (WHL)              |
| 215 | Ian Keserich (P)              | Stati Uniti | Colorado Avalanche                                 | Cleveland Barons (NAHL)               |
| 216 | P.Luc Létourneau-Leblond (AS) | Canada      | New Jersey Devils                                  | Baie-Comeau Drakkar (QMJHL)           |
| 217 | Tyler Eckford (D)             | Canada      | New Jersey Devils                                  | Surrey Eagles (BCHL)                  |
| 218 | Sjarhej Kukuškin (AD)         | Bielorussia | Dallas Stars                                       | Junost Minsk (Extraliga)              |
| 219 | Joe Cooper (AD)               | Canada      | Ottawa Senators                                    | Miami RedHawks (CCHA)                 |
| 220 | Maksim Semënov (D)            | Russia      | Toronto Maple Leafs                                | Lada Togliatti (RSL)                  |
| 221 | Daniel Taylor (P)             | Regno Unito | Los Angeles Kings (da Philadelphia)                | Guelph Storm (OHL)                    |
| 222 | Jordan Morrison (D)           | Canada      | Pittsburgh Penguins (da Vancouver)                 | Peterborough Petes (OHL)              |
| 223 | Jared Walker (AS)             | Canada      | Chicago Blackhawks                                 | Red Deer Rebels (WHL)                 |
| 224 | Matt Hunwick (D)              | Stati Uniti | Boston Bruins                                      | Michigan Wolverines (CCHA)            |
| 225 | David MacDonald (D)           | Canada      | San Jose Sharks                                    | New England Falcons (EJHL)            |
| 226 | Steven Covington (AD)         | Canada      | Detroit Red Wings                                  | Calgary Hitmen (WHL)                  |
| 227 | Chris Campoli (D)             | Canada      | New York Islanders (da Tampa Bay via Philadelphia) | Erie Otters (OHL)                     |

### Ottavo giro
| #   | Giocatore               | Nazionalità | Squadra NHL                                   | Squadra di provenienza                      |
| --- | ----------------------- | ----------- | --------------------------------------------- | ------------------------------------------- |
| 228 | David Brown (P)         | Canada      | Pittsburgh Penguins                           | Notre Dame Fighting Irish (CCHA)            |
| 229 | Eric Hunter (C)         | Canada      | Chicago Blackhawks                            | Prince George Cougars (WHL)                 |
| 230 | Justin Mrazek (P)       | Canada      | Washington Capitals                           | Estevan Bruins (SJHL)                       |
| 231 | Brian McGuirk (AS)      | Stati Uniti | Columbus Blue Jackets                         | The Governor's Academy (USHS-Massachusetts) |
| 232 | Martin Houle (P)        | Canada      | Philadelphia Flyers (da Phoenix via Dallas)   | CB Screaming Eagles (QMJHL)                 |
| 233 | Matt Greer (AS)         | Stati Uniti | Columbus Blue Jackets (da NY Rangers)         | Des Moines Buccaneers (USHL)                |
| 234 | Derek MacIntyre (P)     | Stati Uniti | San Jose Sharks (da Florida)                  | Soo Eagles (NAHL)                           |
| 235 | Jonáš Fiedler (AD)      | Rep. Ceca   | Carolina Hurricanes                           | Plymouth Whalers (OHL)                      |
| 236 | Matt Christie (C)       | Canada      | Mighty Ducks of Anaheim                       | Miami RedHawks (CCHA)                       |
| 237 | Mitch Carefoot (C)      | Canada      | Atlanta Thrashers                             | Cornell Big Red (ECAC)                      |
| 238 | Yutaka Fukufuji (P)     | Giappone    | Los Angeles Kings                             | Bakersfield Condors (ECHL)                  |
| 239 | Brandon Yip (AD)        | Canada      | Colorado Avalanche (da Minnesota)             | Coquitlam Express (BCHL)                    |
| 240 | Aaron Gagnon (C)        | Canada      | Phoenix Coyotes                               | Seattle Thunderbirds (WHL)                  |
| 241 | Mike Card (D)           | Canada      | Buffalo Sabres                                | Kelowna Rockets (WHL)                       |
| 242 | Tyler Spurgeon (C)      | Canada      | Edmonton Oilers                               | Kelowna Rockets (WHL)                       |
| 243 | Denis Kuljaš (D)        | Russia      | Nashville Predators                           | CSKA Mosca (RSL)                            |
| 244 | Jason Pitton (AS)       | Canada      | New York Islanders                            | S.S. Marie Greyhounds (OHL)                 |
| 245 | Justin Keller (AS)      | Canada      | Tampa Bay Lightning (da St. Louis)            | Kelowna Rockets (WHL)                       |
| 246 | Gregory Stewart (AD)    | Canada      | Montreal Canadiens                            | Peterborough Petes (ECAC)                   |
| 247 | Jonathan Paiement (D)   | Canada      | New York Rangers (da Calgary)                 | Lewiston Maineiacs (QMJHL)                  |
| 248 | Lukáš Vomela (D)        | Rep. Ceca   | Dallas Stars                                  | České Budějovice (Extraliga)                |
| 249 | J. D. Corbin (AS)       | Stati Uniti | Colorado Avalanche                            | Denver Pioneers (WCHA)                      |
| 250 | Nathan Perkovich (AD)   | Stati Uniti | New Jersey Devils (da New Jersey via Atlanta) | Cedar Rapids RoughRiders (USHL)             |
| 251 | Matthew McIlvane (C)    | Stati Uniti | Ottawa Senators                               | Chicago Steel (USHL)                        |
| 252 | Jan Steber (C)          | Rep. Ceca   | Toronto Maple Leafs                           | Halifax Mooseheads (QMJHL)                  |
| 253 | Travis Gawryletz (D)    | Canada      | Philadelphia Flyers                           | Trail Smoke Eaters (BCHL)                   |
| 254 | David Schulz (D)        | Canada      | Vancouver Canucks                             | Swift Current Broncos (WHL)                 |
| 255 | Anton Hedman (AS)       | Svezia      | Boston Bruins                                 | Djurgården (Elitserien)                     |
| 256 | Matthew Ford (AD)       | Stati Uniti | Chicago Blackhawks (da San Jose)              | Sioux Falls Stampede (USHL)                 |
| 257 | Gennadij Stoljarov (AD) | Russia      | Detroit Red Wings                             | THK Tver' (RSL)                             |
| 258 | Pekka Rinne (P)         | Finlandia   | Nashville Predators (da Tampa Bay)            | Oulun Kärpät (SM-liiga)                     |

### Nono giro
| #   | Giocatore                   | Nazionalità | Squadra NHL                                         | Squadra di provenienza                        |
| --- | --------------------------- | ----------- | --------------------------------------------------- | --------------------------------------------- |
| 259 | Brian Ihnačák (C)           | Canada      | Pittsburgh Penguins                                 | Brown Bears (ECAC)                            |
| 260 | Marko Anttila (AD)          | Finlandia   | Chicago Blackhawks                                  | LeKi (SM-liiga)                               |
| 261 | William Engasser (AS)       | Stati Uniti | Phoenix Coyotes                                     | Blaine High School (USHS-Minnesota)           |
| 262 | Mark Streit (D)             | Svizzera    | Montreal Canadiens                                  | ZSC Lions (LNA)                               |
| 263 | Travis Morin (C)            | Canada      | Washington Capitals (da Washington via Ottawa)      | MSU Mavericks (WCHA)                          |
| 264 | Valtteri Tenkanen (C)       | Finlandia   | Los Angeles Kings (da NY Rangers)                   | JYP (SM-liiga)                                |
| 265 | Daniel Winnik (C)           | Canada      | Phoenix Coyotes                                     | N. Hampshire Wildcats (Hockey East)           |
| 266 | Jakub Petružálek (AD)       | Rep. Ceca   | New York Rangers                                    | Litvínov (Extraliga)                          |
| 267 | Spencer Dillon (D)          | Stati Uniti | Florida Panthers                                    | Salmon Arm Silverbacks (BCHL)                 |
| 268 | Martin Vagner (D)           | Rep. Ceca   | Carolina Hurricanes                                 | Hull Olympiques (QMJHL)                       |
| 269 | Janne Pesonen (AD)          | Finlandia   | Mighty Ducks of Anaheim                             | Oulun Kärpät (SM-liiga)                       |
| 270 | Matt Siddall (AD)           | Canada      | Atlanta Thrashers                                   | Powell River Kings (BCHL)                     |
| 271 | Grant Clitsome (D)          | Canada      | Columbus Blue Jackets (da Los Angeles)              | Nepean Raiders (CCHL)                         |
| 272 | Kyle Wilson (C)             | Canada      | Minnesota Wild                                      | Colgate Raiders (ECAC)                        |
| 273 | Dylan Hunter (AS)           | Canada      | Buffalo Sabres                                      | London Knights (OHL)                          |
| 274 | Björn Bjurling (P)          | Svezia      | Edmonton Oilers                                     | Djurgården (Elitserien)                       |
| 275 | Craig Switzer (D)           | Canada      | Nashville Predators                                 | Salmon Arm Silverbacks (BCHL)                 |
| 276 | Sylvain Michaud (P)         | Canada      | New York Islanders                                  | D.ville Voltigeurs (QMJHL)                    |
| 277 | Jonathan Boutin (AD)        | Canada      | St. Louis Blues                                     | Shawinigan Cataractes (QMJHL)                 |
| 278 | Alexandre Dulac-Lemelin (D) | Canada      | Montreal Canadiens                                  | Baie-Comeau Drakkar (QMJHL)                   |
| 279 | Adam Cracknell (AD)         | Canada      | Calgary Flames                                      | Kootenay Ice (WHL)                            |
| 280 | Matt McKnight (C)           | Canada      | Dallas Stars                                        | Camrose Kodiaks (AJHL)                        |
| 281 | Steve McClellan (D)         | Stati Uniti | Colorado Avalanche                                  | Catholic Memorial School (USHS-Massachusetts) |
| 282 | Valerij Klimov (D)          | Russia      | New Jersey Devils                                   | Spartak Mosca (RSL)                           |
| 283 | Luke Beaverson (D)          | Stati Uniti | Florida Panthers (da Ottawa)                        | Green Bay Gamblers (USHL)                     |
| 284 | John Wikner (AS)            | Svezia      | Ottawa Senators                                     | Västra Frölunda HC (Elitserien)               |
| 285 | Pierce Norton (AD)          | Stati Uniti | Toronto Maple Leafs                                 | Thayer Academy (USHS-Massachusetts)           |
| 286 | Triston Grant (AS)          | Canada      | Philadelphia Flyers                                 | Vancouver Giants (WHL)                        |
| 287 | Jannik Hansen (AD)          | Danimarca   | Vancouver Canucks                                   | Rødovre Mighty Bulls (Superisligaen)          |
| 288 | Brian Mahoney-Wilson (P)    | Stati Uniti | San Jose Sharks (da Boston via NY Rangers e Boston) | Catholic Memorial School (USHS-Massachusetts) |
| 289 | Christian Jensen (D)        | Stati Uniti | San Jose Sharks                                     | Chicago Steel (USHL)                          |
| 290 | Nils Bäckström (D)          | Svezia      | Detroit Red Wings                                   | Djurgården (Elitserien)                       |
| 291 | John Carter (C)             | Stati Uniti | Philadelphia Flyers (from Tampa Bay)                | Sioux City Musketeers (USHL)                  |

## Selezioni classificate per nazionalità
| Pos. | Paese        | Selezioni |
|      | Nord America | 191       |
| ---- | ------------ | --------- |
| 1    | Canada       | 127       |
| 2    | Stati Uniti  | 64        |
|      | Europa       | 100       |
| 3    | Rep. Ceca    | 21        |
| 4    | Russia       | 20        |
| 5    | Svezia       | 18        |
| 6    | Finlandia    | 15        |
| 7    | Slovacchia   | 10        |
| 8    | Bielorussia  | 4         |
| 8    | Svizzera     | 4         |
| 10   | Danimarca    | 2         |
| 10   | Germania     | 2         |
| 12   | Giappone     | 1         |
| 12   | Kazakistan   | 1         |
| 12   | Lettonia     | 1         |
| 12   | Regno Unito  | 1         |